# Trentepohlia guamensis
Trentepohlia guamensis är en tvåvingeart som först beskrevs av Alexander 1915.  Trentepohlia guamensis ingår i släktet Trentepohlia och familjen småharkrankar. Inga underarter finns listade i Catalogue of Life.